# Cenk Gönen
Cenk Gönen (Esmirna, Turquía, 21 de febrero de 1988) es un futbolista turco que juega como portero en el Çorluspor 1947 de la TFF Tercera División.

## Carrera
Después de un año con el Denizlispor en la temporada 2006-07, se aseguró un lugar en el primer equipo. En la temporada 2007-08, se le dio el dorsal número 1. Después de una temporada impresionante con el club, Cenk fue trasladado al Beşiktaş. Firmó un contrato de cinco años con el club, poco después de la llegada de Hakan Arıkan.
El 22 de febrero de 2014, durante un partido contra el Galatasaray, cayó inconsciente después de chocar con su compañero de equipo Pedro Franco.
El 19 de julio de 2017 se hizo oficial su fichaje por el Málaga C. F. Jugará hasta la temporada 2019/20 en el conjunto andaluz.

## Clubes
| Club                 | País    | Año       |
| -------------------- | ------- | --------- |
| Denizlispor          | Turquía | 2006-2010 |
| Altay S. K. (cedido) | Turquía | 2008      |
| Beşiktaş J. K.       | Turquía | 2010-2015 |
| Galatasaray S. K.    | Turquía | 2015-2017 |
| Málaga C. F.         | España  | 2017-2019 |
| Alanyaspor           | Turquía | 2020      |
| Denizlispor          | Turquía | 2020-2021 |
| Kayserispor          | Turquía | 2021-2023 |
| Esenler Erokspor     | Turquía | 2023-2024 |
| Çorluspor 1947       | Turquía | 2024-     |

## Palmarés
Beşiktaş
- Copa de Turquía: 2010-11